# 福島もも娘
福島もも娘（ふくしまももむすめ）は、台湾の4人組女性アイドル。「メンバー全員台湾出身の福島応援アイドル」を自称する。台湾で福島をPRする目的で相馬郡飯舘村の株式会社サクラ・シスターズがプロデュースしたもの。メンバーは桃の品種をニックネームとして使用する。福島県と台湾を往復しながら活動する。日本国内では各地のイベントに参加したり、福島空港で台湾からの観光客を出迎えるなどの活動を展開。また、SNSで観光情報も発信する。

## 沿革
2024年5月24日、初来日。福島市役所で木幡浩市長と懇談。市長は「ぜひ、桃パフェを食べてほしいです。また、春に桜や桃の花がたくさん咲くのも、とてもきれいです」とコメント。
2024年9月10日、須賀川市役所で大寺正晃市長と面会。
2024年9月18日、JAふくしま未来（福島市北矢野目字原田東）の数又清市組合長を訪問。
2024年11月10日、楽天桃園野球場で福島県産品の魅力を発信するイベントに出演。ステージにも立った。

## メンバー
- ファーファ（Eendje, 華華）- あかつき
- ルーシー（Lucy, 小狼）- まどか
- ペイペイ（Pei Pei, 珮珮） - はつひめ
- アイゴ（IGO, 艾勾）- さくら

（）

## 峰岸ちひろ
峰岸ちひろ（みねぎし ちひろ、1991年7月25日 - ）は、日本の元グラビアアイドル。株式会社サクラ・シスターズ社長として福島もも娘をプロデュースする。
1991年7月25日、生まれる。2007年4月1日、早稲田大学本庄高等学院入学。同校が女子生徒の受け入れを開始した最初の年である。在学中は應援部に所属。
早稲田大学文化構想学部入学。大手企業の内定ももらっていたが、グラドルの途を選ぶ。2015年4月発行の『FLASH』誌にグラビアと記事が掲載される。この年の11月、ミスビジュアルウェブＳ2016に出場。予選を通過し本選を争う25名に残る。ミスビジュアルウェブＳは、小学館のグラビアサイト「ビジュアルウェブＳ」が主催するオーディションで、この年は第1回の開催である。
大学4年生休学中の2018年、ミス・マンダリン2018で準グランプリ。この時の肩書はタレント。「偏見やわだかまりを少しでも失くし、日本と中華圏を繋ぐ架け橋となるタレントになることが目標。語学力や台湾在住経験に加え、自身の長所でもある行動力と柔軟性を活かしつつ、自分の目で事実を確かめてから皆さんにプラスになる情報や意見を提供できるような国際的なタレントになりたい」と抱負を語った。

### フィルモグラフィ

#### 映画
- DANCING ANGEL（2018年頃、月元映里監督） - 主演

#### DVD
| 年   | 月 | 日 | タイトル             | 発売               | 品番       | 一意識別子         | 備考                                                                                            |
| ---- | -- | -- | -------------------- | ------------------ | ---------- | ------------------ | ----------------------------------------------------------------------------------------------- |
| 2015 | 7  | 24 | エスカレーション     | 竹書房             | TSDS-42089 | ISBN 9784801904118 |                                                                                                 |
| 2019 | 4  | 26 | アイドルDVD 制服伝説 | スパイスビジュアル | MMR-AK116  | 4580583940901      | 共演:片岡沙耶, 朝倉恵梨奈, 夏江美優, 椿理穂, 平野もえ, 伊川愛梨, 椎野うい, 桃井あやか, 新垣優香 |
| 2015 | 4  | 24 | 聖女伝説             | スパイスビジュアル | MMR-AK012  | 4562457011306      |                                                                                                 |
| 2015 | 10 | 30 | PEACH WAVE           | スパイスビジュアル | MMR-AK026  | 4562457012327      |                                                                                                 |
| 2016 | 1  | 29 | 君のそばで…          | スパイスビジュアル | MMR-AK033  | 4562457012723      |                                                                                                 |
| 2016 | 1  | 29 | LOVE TRIANGLE        | スパイスビジュアル | MMR-AK034  | 4562457012730      | 共演:有馬奈那, 三田羽衣                                                                         |